# 南圣本图
南圣本图是巴西伯南布哥州的一个市镇。总面积209.38平方公里，总人口9620人，人口密度45.9人/平方公里。